# Мулланур
Мулланур — поселок в Асекеевском районе Оренбургской области в составе сельского поселения  Старокульшариповский сельсовет.

## География
Находится на правом берегу реки Большой Кинель на расстоянии примерно в 12 километров на юго-восток от районного центра Асекеево.

## Население
Население составляло 235 человека в 2002 году (95% татары),  190 по переписи 2010 года.